# Haute Cime des Dents du Midi
Haute Cime des Dents du Midi – szczyt w Préalpes de Savoie, części Alp Zachodnich. Leży w południowej Szwajcarii w kantonie Valais. Należy do Massif du Giffre. Jest to najwyższy szczyt masywu Giffre oraz całych Prealp Sabaudzkich.
Haute Cime des Dents du Midi to najwyższy z siedmiu wierzchołków grupy Dents du Midi (tu uszeregowanych w kierunku od wschodu na zachód):
- La Cime de l'Est (3178 m),
- La Forteresse (3164 m),
- La Cathédrale (3160 m),
- L'Éperon (3114 m),
- Dent Jaune (3186 m),
- Les Doigts (3205 m),
- La Haute Cime (3257 m).

Szczyt można zdobyć stosunkowo łatwą drogą od strony południowo-zachodniej, z doliny Susanfe. Wejście prowadzi ze schroniska Cabane de Susanfe (2102 m) na przełęcz Col du Susanfe (2493 m) i dalej południową granią na szczyt, z obejściem jej skalnego spiętrzenia (2680-2700 m) od strony wschodniej.